# Найвище житло в Україні
Хата пані Федори Попюк — найвище розташоване постійно заселене житло в Україні. Розташована на висоті 1335,7 метрів над рівнем моря в селі Верхній Яловець, що у Чернівецькій області. 

## Офіційне визнання

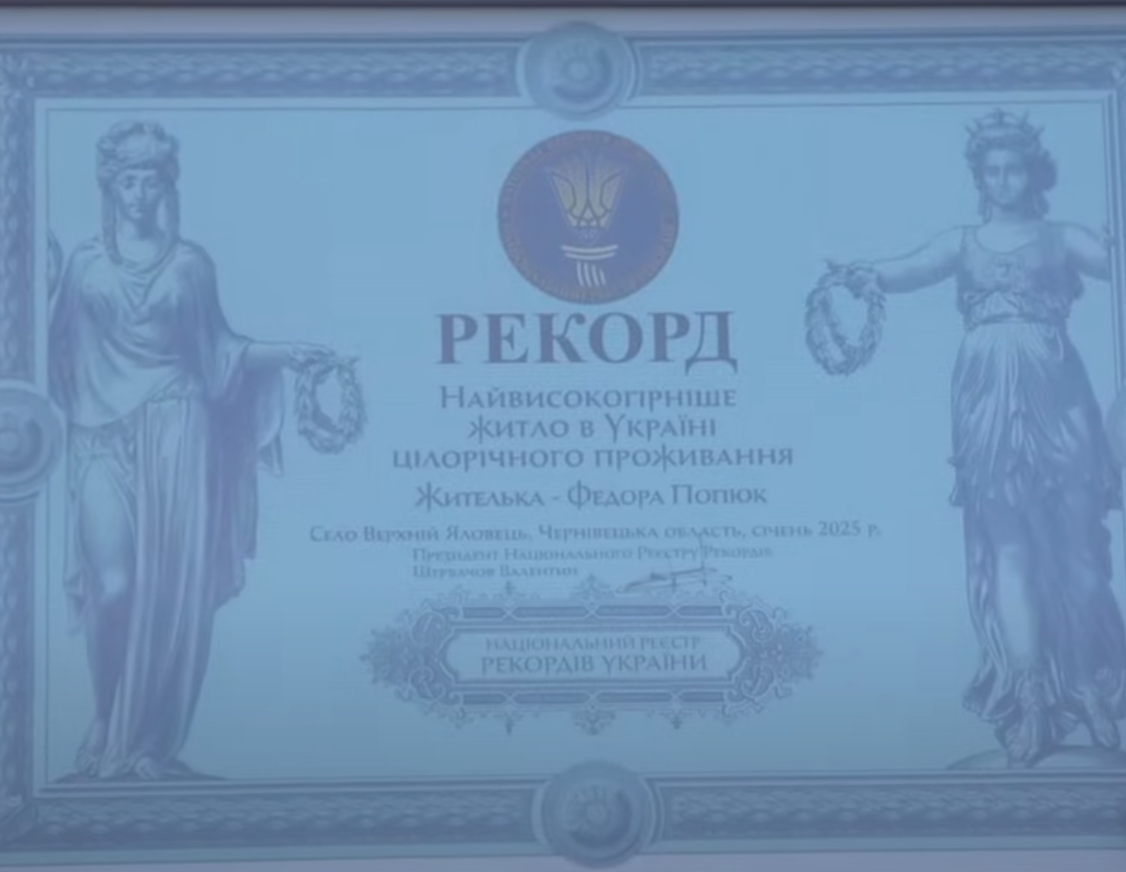
Офіційний документ підтвердження

У січні 2025 року Національний реєстр рекордів України визнав хату пані Феодори найвисокогірнішим житлом в Україні з цілорічним проживанням. Жителька — Феодора Попюк, яка мешкає тут постійно, навіть у суворі зимові періоди. Підтвердження рекорду засвідчено головним експертом Національного реєстру рекордів України — Віталієм Зоріним та інженером-геодезистом (ДП "Науково-дослідний інститут геодезії і картографії") — Андрієм Менько.

## Географія
Село Верхній Яловець розташоване у Путильському районі Чернівецької області (до адмінреформи — у Вижницькому районі), у гірській частині Буковинських Карпат. Хата пані Феодори знаходиться на схилі хребта, поблизу полонин і лісових угідь.

## Опис
Житло належить місцевій мешканці, пані Федори Попюк, яка проживає тут цілий рік, незважаючи на суворі кліматичні умови та обмежену доступність у зимовий період. До хати веде гірська стежка, придатна для пересування пішки або на позашляховику в суху пору року.

## Побут
Феодора Попюк живе традиційним гуцульським способом життя. Її господарство розташоване далеко від основної частини села, і дістатися туди взимку можна лише пішки або на спеціальному транспорті. Вона займається господарством, тримає худобу й обробляє землю.

## Значення
Хата пані Федори вважається найвищим постійно заселеним житлом в Україні. Її висота над рівнем моря — 1335,7 м — перевищує висоту багатьох гірських населених пунктів Карпат. Вона є прикладом традиційного гуцульського життя у високогір’ї.
1. 1 2  СВІТ НАВИВОРІТ (4 квітня 2025). ТРАДИЦІЇ ПІВДНЯ УКРАЇНИ! Виноробство, кухня та побут Бессарабії! Світ навиворіт. Україна 6 випуск. Процитовано 5 квітня 2025 — через YouTube.
2. 1 2 3 4  СВІТ НАВИВОРІТ (4 квітня 2025). ТРАДИЦІЇ ПІВДНЯ УКРАЇНИ! Виноробство, кухня та побут Бессарабії! Світ навиворіт. Україна 6 випуск. Процитовано 5 квітня 2025 — через YouTube.